# It (2017)
It, também conhecido como It Chapter One e It: Part 1 – The Losers' Club (prt: It; bra: It - A Coisa), é um filme de terror sobrenatural norte-americano de 2017, dirigido por Andy Muschietti, baseado no livro homônimo de 1986, escrito por Stephen King. O roteiro adaptado é de Chase Palmer, Cary Fukunaga e Gary Dauberman. Conta a história de sete crianças na cidade fictícia de Derry, que são aterrorizadas por uma criatura chamada Pennywise.
As filmagens começaram no bairro Riverdale, de Toronto, em 27 de junho de 2016 e terminaram em 21 de setembro de 2016. As locações ocorreram em Port Hope (Ontário), Nova Iorque e no Maine.
Estreou em 7 de setembro de 2017 no Brasil, e um dia depois, 8, foi lançado nos cinemas dos Estados Unidos. Em Portugal, a estreia ocorreu no dia 14 de setembro. Atingiu inúmeros recordes de bilheteria e faturou US$ 185 milhões em todo o mundo, já nos primeiros dias.
Bateu recorde ao ser o longa-metragem de terror mais visto de todos os tempos. Na receita interna, Estados Unidos e Canadá, arrecadou mais de US$ 327 milhões, desbancando os recordistas The Sixth Sense e The Exorcist, que faturaram US$ 293 e US$ 232 milhões, respectivamente.
Mundialmente, atingiu a marca de US$ 700 milhões e ultrapassou The Sixth Sense, que fizera pouco mais de US$ 672 milhões. É o quarto título de maior êxito na bilheteria doméstica na categoria R – Restricted (produções proibidas para menores de 17 anos, permitida a entrada somente acompanhado dos pais ou de um tutor), sendo superado por The Passion of the Christ, Deadpool e American Sniper.
Foi o sexto filme de maior bilheteria no mercado interno no ano, além de ser o décimo segundo longa-metragem mais rentável de 2017. Recebeu críticas positivas, destacando-se as performances do elenco, a direção, a fotografia e a trilha sonora, sendo também classificado como uma das melhores adaptações de Stephen King.
A sequência, intitulada It Chapter Two, estreou em 6 de setembro de 2019.

## Elenco
- Bill Skarsgård como A Coisa / Pennywise, o Palhaço Dançarino:

Um ser sobrenatural e maligno em forma de palhaço, que sequestra crianças para devorá-las. Pennywise é uma das formas da Coisa tomadas para atrair as presas para a morte. Will Poulter tinha sido escalado para o papel, mas deixou por conflitos de agenda, além da saída de Cary Fukunaga da direção. Mark Rylance, Ben Mendelsohn, Kirk Acevedo, Richard Armitage, Hugo Weaving e Tilda Swinton foram considerados para o papel.
- Jaeden Martell como William "Bill" Denbrough:

O líder do Losers Club, também conhecido como Bill gago, devido a sua gagueira, procura solucionar  o desaparecimento de seu irmão Georgie. Bill perdeu seu irmão, morto por Pennywise, a quem tenta matar. Ele se torna o líder de um grupo que caça a criatura grupo para a empreitada. Gosta de Beverly, mas é tímido para demonstrar o que sente por ela.
- Jeremy Ray Taylor como Ben Hanscom:

Ben tem seu lugar no grupo Losers Club por seu excesso de peso, mas como todos os Perdedores, existem facetas subjacentes que o definem muito mais do que seu peso. Também luta com seus amigos para deter a coisa. É apaixonado por Beverly, assim formando um triângulo amoroso com ela e Bill Denbrough.
- Sophia Lillis como Beverly Marsh:

A única garota do Clube dos Perdedores, tem uma ligação forte com Ben Hanscom e é apaixonada por Bill Denbrough. Beverly é astuta, determinada e tem um bom coração. Tem grande carinho por todos do grupo, ajudando-os sempre que precisam. Tem um pai controlador e ciumento, na qual tenta evitar a todo custo. Sofre difamação pela cidade de Derry, apenas por ser uma garota bonita. É a primeira a perder o medo de Pennywise e acreditar que pode detê-lo.
- Finn Wolfhard como Richie Tozier:

O melhor amigo de Bill Denbrough, também conhecido como "trashmouth", devido à sua linguagem obscena e boca suja, que muitas vezes o colocam em apuros. Richie é o alívio cômico da turma, caracterizado por usar óculos fundo de garrafa e tem os dois dentes da frente mais protuberantes. Adiciona humor às cenas pesadas com seu vocabulário chulo, arrancando risos e sendo um dos favoritos pelos telespectadores. Enfrenta a Coisa para proteger seus amigos, especialmente Bill, mostrando que honra sua amizade e lealdade. A famosa frase: "Beep, beep, Richie!" foi criada pelos Perdedores para interromper Richie quando ele começa a falar bobagens.
- Jack Dylan Grazer como Eddie Kaspbrak:

Eddie é o epítome do hipocondríaco, exagerado pela imensa quantidade de coisas em seu armário de remédios; um menino doente que só se sente realmente bem quando está com seus amigos. É excessivamente protegido por sua mãe, que teme que o garoto cresça, descubra o mundo e perceba que não precisa mais dela. Todas as suas doenças são na verdade mentiras de sua mãe, e seus remédios são placebos. Eddie, junto de seus amigos, deixa seus medos de lado para deter Pennywise.
- Chosen Jacobs como Mike Hanlon:

Um afro-americano órfão que perdeu os pais em um incêndio, criado pelo seu avô severo e que reluta em assumir o comércio familiar como açougueiro. Mike é o mais perseguido por Henry, apenas por ser negro. É o último a se juntar aos Perdedores e também o único a ficar em Derry após o término do primeiro arco da história.
- Wyatt Oleff como Stanley "Stan" Uris:

Um judeu germofóbico que tem um livro sobre aves. Seu interesse no assunto é a única mágica que realmente se permite acreditar.
- Nicholas Hamilton como Henry Bowers:

Um garoto de 16 anos e sociopata, lider da Bowers Gang, que junto de Patrick, Huggins e Victor Criss aterrorizam todas as crianças desajustadas, especialmente os Perdedores.
- Jackson Robert Scott como Georgie Denbrough:

O inocente e energético irmão de sete anos de Bill Denbrough. O assassinato de George nas mãos de Pennywise resulta nos eventos do próximo verão
- Owen Teague é Patrick Hockstetter, um psicopata que mantém uma geladeira cheia de animais que ele matou;[34][35][36]
- Logan Thompson interpreta Victor "Vic" Criss, o amigo inseparável de Henry Bowers;[37][38][39]
- Jake Sim como Reginald "Belch" Huggins, o membro maior, mais forte e desajeitado da Bowers Gang;[40]
- Javier Botet aparece como A Lepra, o maior medo de Eddie Kaspbrak, que são as doenças. O leproso é um homem desabrigado apodrecendo que encontra Eddie Kaspbrak sob a varanda da casa na 29 Neibolt Street;[41][42][43]
- Tatum Lee é Judith, uma das criações horríveis, representando o medo de Stanley Uris.[44]
- Steven Williams é Leroy Hanlon, o avô severo de Mike Hanlon, que administra um matadouro nas proximidades;[40]
- Geoffrey Pounsett, como Zack Denbrough, pai de Bill e George Denbrough;[45]
- Pip Dwyer é Sharon Denbrough, a mãe carinhosa e amorosa de Bill e George;[40]
- Ari Cohen, como Rabino Uris, pai e mentor de Stanley Uris na religião judaica;[45][46]
- Stuart Hughes é Oscar "Butch" Bowers, um oficial do Departamento de Polícia de Derry, pai de Henry Bowers;[45]
- Megan Charpentier, como Greta Keene, uma estudante esnobe da classe da Sra. Douglas e uma colega das crianças na Derry Middle School, que vive na parte mais rica de Derry.[45][47]

## Dubladores no Brasil
- Estúdio de dublagem: Delart[48]
- Direção de Dublagem: Philippe Maia[48]
- Cliente: Warner Bros[48]
- Tradução: Bianca Daher[48]
- Técnico(s) de Gravação: Rodrigo Oliveira[48]
- Mixagem: Gustavo Andriewiski[48]

Elenco
- Bill: Joao Victor Granja[48]
- Eddie: Rafael Mezadri[48]
- Beverly: Bruna Laynes[48]
- Richie: Arthur Salerno[48]
- Stanley: Victor Hugo[48]
- Pennywise: Andreas Avancini[48]
- Georgie: Enzo Dannemann[48]
- Ben: Luiz Felipe Mello[48]
- Mike: Hugo Myara[48]
- Henry: Yan Gesteira[48]
- Victor: Matheus Perisse[48]
- Arroto: João Cappelli[48]
- Gretta: Pamella Rodrigues[48]
- Betty: Hannah Buttel[48]
- Zack: Mário Jorge[48]
- Leroy: José Santanna[48]
- Leproso: Guilherme Briggs[48]
- Hockstetter: Yago Machado[48]
- Sr. Marsh: Hercules Franco[48]
- Sr. Keene: Márcio Simões[48]
- Sra. Kaspbrak: Fernanda Baronne[48]
- Bowers: Hélio Ribeiro[48]

## Recepção

### Crítica
No agregador de críticas Rotten Tomatoes, que categoriza as opiniões apenas como positivas ou negativas, o filme tem um índice de aprovação de 86% calculado com base em 388 comentários dos críticos. Por comparação, com as mesmas opiniões sendo calculadas usando uma média aritmética ponderada, a nota é 7.30/10 que é seguida do consenso: "Bem atuado e diabolicamente assustador com uma história emocionalmente comovente em seu núcleo, amplifica o horror na história clássica de Stephen King sem perder o contato com seu coração". Já no agregador Metacritic, que calcula as notas usando somente uma média aritmética ponderada a partir das avaliações de 49 críticos que escrevem em maioria para a imprensa tradicional, o filme tem uma pontuação de 69 entre 100, com a indicação de "revisões geralmente favoráveis".

### Público
O público consultado pelo CinemaScore deu ao filme uma nota média de "B+" em uma escala de A+ a F, enquanto os do PostTrak deram uma pontuação geral positiva de 85% e uma "recomendação definitiva" de 64%.

## Sequência
Depois do primeiro fim de semana de estréia a Warner Bros. Pictures anunciou a sequência do filme para o dia 5 de setembro de 2019. It Capítulo Dois mostra o clube dos perdedores se reunindo, vinte e sete anos após os eventos do capítulo um, para deter Pennywise pela última vez.